# Ashley Tappin
Ashley Tara Tappin (Marietta, Georgia, Estados Unidos; 18 de diciembre de 1974) es una ex nadadora estadounidense, campeona olímpica en tres ocasiones.

## Trayectoria
Empezó a nadar en Tampa a los nueve años. En 1988 se trasladó a Nueva Orleans para ingresar en el St. Martin's Episcopal School y, con 13 años, se convirtió en la nadadora más joven en participar en los «US Trials» —clasificatorias para los Juegos Olímpicos—, finalizando en 50.ª posición. Durante su estancia en St. Martin's School se proclamó en veinte ocasiones campeona de Luisiana, logrando seis récords estatales.
En 1991, con 16 años, participó en el campeonato Campeonato Mundial de Natación de Perth, formando parte del equipo de relevos que ganó el oro en 4 x 100 metros libre. Tappin participó en el «heat» eliminatorio, pero fue reemplazada para la final. Ese mismo año nadó con el equipo estadounidense en los XI Juegos Panamericanos, donde ganó tres medallas de oro, una individual (100 metros libre) y dos en relevos (4 x 100 metros libre y 4 x 100 metros estilo combinado).
Con 17 años fue una de las participantes más jóvenes de los Juegos Olímpicos de Barcelona 1992, donde ganó la medalla de oro en la prueba de relevos 4 x 100 metros libre, junto con Nicole Haislett, Angel Martino, Jenny Thompson, Dara Torres y Crissy Ahmann-Leighton. Tappin nadó únicamente en el «heat» eliminatorio.
Tras graduarse en St. Martin's School en 1993, asistió a la Universidad de Florida y formó parte de su equipo universitario, los Florida Gators, con el que participó en las competiciones de la National Collegiate Athletic Association (NCAA), ganado la prueba de relevos estilo combinado 4 x 100 metros en 1994. Posteriormente se trasladó a la Universidad de Arizona, donde nadó con el equipo local, los Arizona Wildcats, ganado cinco títulos más de la NCAA. En aguas abiertas ganó la Copa Nadal, prueba celebrada en el Puerto de Barcelona.
Durante la temporada 1996/97 sufrió una lesión que la llevó a retirarse temporalmente. Durante su ausencia de las piscinas inició una carrera como modelo. En 1998 regresó a la competición, ganando cuatro campeonatos nacionales de los Estados Unidos.
En los Juegos Olímpicos de Sídney 2000 ganó dos medallas de oro, participando con los equipos norteamericanos de relevos en los «heat» eliminatorios de los 4 x 100 metros libre y 4 x 100 metros estilo combinado.
En 2001 se retiró de la natación de competición, iniciando la carrera de entrenadora. Entre 2004 y 2007 dirigió a los equipos de natación de los UNO Privateers de la Universidad de Nueva Orleans. También ha participado en múltiples organizaciones e iniciativas deportivas benéficas, como Swim Across America. En 2011, junto a su marido Russell Doussan, creó la fundación médica infantil Hartley's Hearts.